# Alpinia carinata
Alpinia carinata är en enhjärtbladig växtart som beskrevs av Theodoric Valeton. Alpinia carinata ingår i släktet Alpinia och familjen Zingiberaceae. Inga underarter finns listade i Catalogue of Life.